# Wikí
Wikí (Humboldt Bay Indijanci, Wiki, Wigi, Wikigadakwi'), središnja geografska skupina Wiyot Indijanaca u području Humboldt Baya u Kaliforniji, koji su na sjeveru uz donji Mad imali susjede poznate kao Batawat ili Potowat (Patawat), i na jugu na donjem Eel Riveru grupu Weeyot ili Wiyot. 
U pravilu su Wiki, Wiyot i Batawat geografski naziv za jedan narod i ne temelje se na nekoj političkoj podjeli ili jezičnoj razlici jel sve tri skupine govore jednom jezikom.
Wiki sela su bila: Bimire, Dakduwaka, Dulawat, Kotsir (?), Legetku (?), Potitlik, Tabayat ili Witki (?), Tokelomigimitl (?), Yachwanawach.

## Vanjske poveznice
- Wiyot: Sociopolitical Organization